# Gyanendra Bir Bikram Shah Dev
Gyanendra Bir Bikram Shah Dev, né le 7 juillet 1947, est le dernier roi du Népal entre juin 2001 et mai 2008.
Ses pouvoirs avaient été sérieusement entamés depuis le 18 mai 2006 et il n'était plus considéré comme étant le chef du pouvoir exécutif, n'ayant qu'un statut cérémonial et vivant reclus dans son palais désormais nationalisé. Le 28 décembre 2007, le Parlement provisoire avait prévu l'abolition de la monarchie. La nouvelle Assemblée constituante a voté de nouvelles institutions le 28 mai 2008 et la destitution du roi. Le règne de Gyanendra et de la dynastie Shah a donc pris fin à cette date pour céder la place à un régime républicain.

## Biographie
En tant que deuxième fils du prince (puis roi) Mahendra, le jeune Gyanendra est déclaré roi pendant deux mois, de novembre 1950 à janvier 1951, lorsque le reste de sa famille est en exil en Inde, mais n'est pas internationalement reconnu en tant que tel. Son grand-père Tribhuvan remonte sur le trône peu de temps après, quand la famille Rânâ lui concède le pouvoir.
Cinquante ans plus tard, selon la thèse officielle, son neveu Dipendra, pris d'un accès de folie, assassine toute sa famille, y compris son père le roi Birendra (le frère de Gyanendra) avant de se donner la mort. Gyanendra devient ainsi roi à nouveau.
En tant que roi, il cherche à exercer un contrôle actif sur le gouvernement, en renvoyant deux fois en trois ans le Premier ministre élu et en nommant à la place un gouvernement de son choix. Si son frère Birendra avait concédé une monarchie constitutionnelle en 1990, en acceptant de limiter le rôle du roi dans le gouvernement, les interventions de Gyanendra hors de ce rôle constitutionnel provoquent un mécontentement croissant du peuple népalais. Le 1er février 2005, Gyanendra prend le pouvoir à nouveau, en décrétant l'état d'urgence et accuse le Premier ministre en poste, Sher Bahadur Deuba, et son gouvernement, de ne pas avoir réussi à organiser des élections parlementaires ni d'avoir restauré la paix dans le pays, en pleine guerre civile dirigée par les maoïstes.
Quelques mois plus tard, Sher Bahadur Deuba est lavé des soupçons de corruption qui pesaient sur lui et l'état d'urgence est levé. Néanmoins, même si Gyanendra promet que la paix et les institutions démocratiques seront rétablies dans les trois ans, la répression des dissidents, ainsi que le contrôle des journalistes et activistes des droits de l'homme continuent malgré les mises en garde des organisations internationales.
En avril 2006, une grève générale en faveur de la démocratie démarre pour faire plier le roi ; celui-ci finit par céder à la pression de la rue et par réinstaurer le parlement dans ses droits le 24 avril.
Le 27 avril, il nomme Girija Prasad Koirala, le chef du principal parti d'opposition, au poste de Premier ministre. Lors de son investiture devant les parlementaires, ce dernier ne cache pas son intention de convoquer une assemblée constituante, dans le but de décider du sort de la monarchie. 
Durant le mois de mai suivant, le Parlement lui retire certaines de ses prérogatives et non des moindres : telles le commandement de l'armée ou la nomination du gouvernement. Ainsi, à partir du 18 mai 2006, il n'est plus considéré comme étant le chef du pouvoir exécutif, fonction désormais dévolue au Premier ministre. Le caractère sacré du monarque est même mis à bas : il sera désormais passible de poursuites devant les tribunaux comme tout citoyen. De plus, il doit s'acquitter de ses impôts comme tout Népalais. 
Le 24 décembre 2007, un accord est annoncé entre la coalition au pouvoir et la guérilla maoïste, prévoyant l'abolition de la monarchie en avril 2008. Le 28 décembre, le Parlement provisoire ratifie cet accord par 270 voix contre 3, qui prévoit l'élection d'une assemblée constituante chargée de rédiger une nouvelle constitution d'un « État fédéral, démocratique et républicain ». Cette assemblée élue le 10 avril 2008 voit la victoire des maoïstes. Lors de sa séance inaugurale, le 28 mai suivant, les élus confirment l'abolition de la monarchie et l'instauration de la république démocratique fédérale du Népal.
À ce moment, Gyanendra continue encore à vivre reclus avec sa famille au palais de Narayanhity situé au centre de Katmandou (cet ancien palais royal a été depuis nationalisé et transformé en musée national), le gouvernement lui ayant laissé un délai de 15 jours pour quitter les lieux, l'ancien monarque quitte définitivement le palais royal le 11 juin 2008 pour s'installer dans une ancienne résidence royale, le palais Nagarjuna, située dans la banlieue de la capitale. Il affirme ensuite dans un entretien sa volonté de reprendre le trône.
Le 18 février 2025, dans une allocution, l'ancien monarque se présente comme préoccupé par l'état de la démocratie au Népal et exhorte la population à le soutenir pour l'unité, la paix et le développement. Le 9 mars suivant, plus de dix mille militants du mouvement monarchiste l'accueillent devant l'aéroport de la capitale.

## Mariage et descendance
Gyanendra épouse le 1er mai 1970 à Katmandou, Komal Rajya Lakshmi Devi Shah, avec laquelle il a deux enfants, le prince Paras (né le 30 décembre 1971 à Katmandou), héritier du trône de 2001 à 2008, et la princesse Prerana (née le 20 février 1978 à Katmandou).